# Synagoge (Sighișoara)

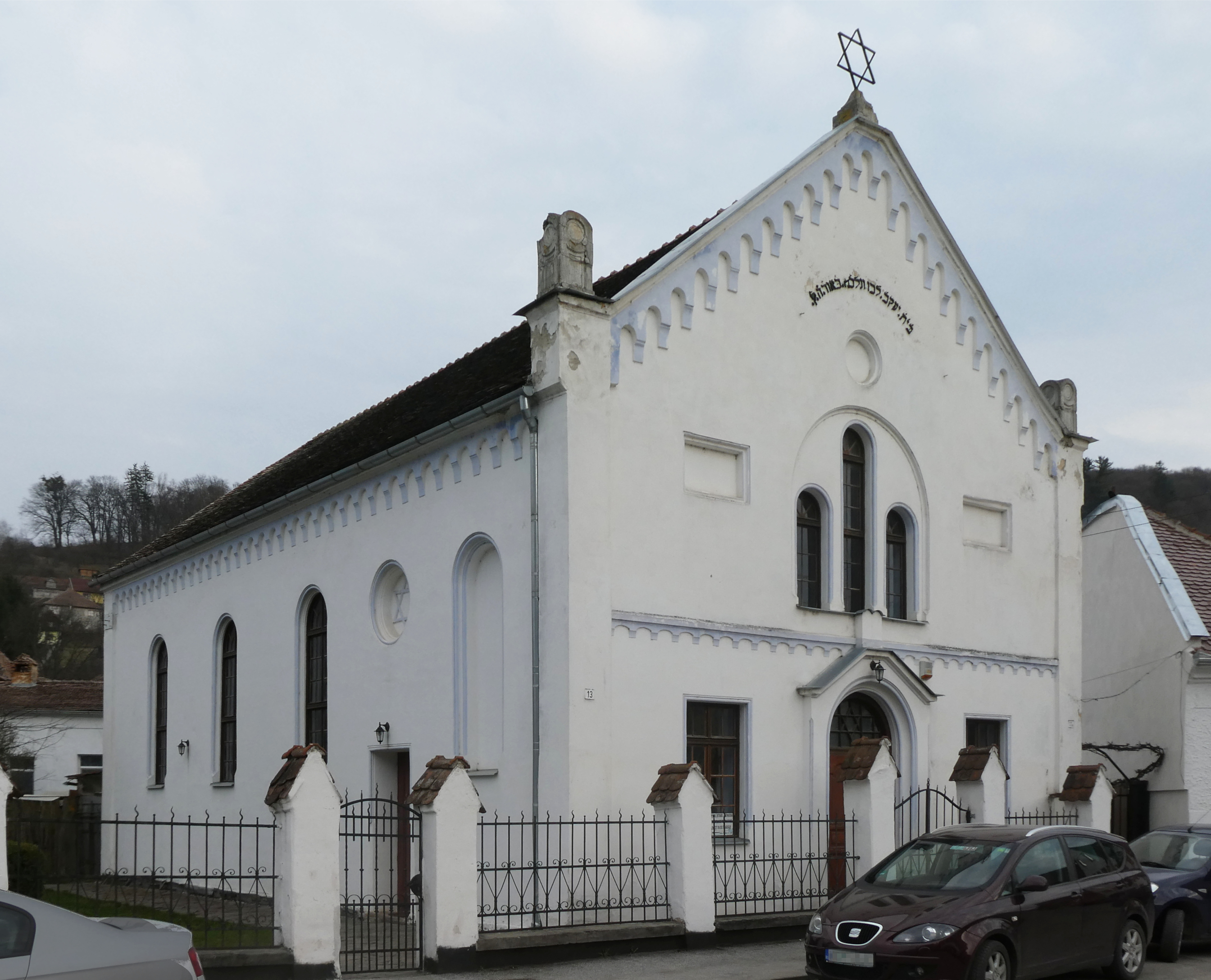
Synagoge in 2019

Die Synagoge in der Stadt Sighișoara in Siebenbürgen in Rumänien wurde zu Beginn des 20. Jahrhunderts erbaut.

## Geschichte
Als Baujahr wird in einigen Quellen 1903 angegeben, während andere Quellen 1911 angeben. Die jüdische Gemeinde umfasste zu dieser Zeit circa 100 Mitglieder. Nach dem Zweiten Weltkrieg wuchs auf 217 in 1956 an. Danach nahm sie aber durch Emigration ab, so dass 1985 der letzte Gottesdienst mit den benötigten zehn Gemeindemitgliedern (Minjan) abgehalten werden konnte. Heute gibt es in Sighișoara keine Juden mehr. Nachdem die Synagoge zwanzig Jahre leerstand, kann sie seit 2007 von Besuchern besichtigt werden. Sie ist in einem guten Zustand.

## Architektur

### Äußeres
Die Nordwestfassade mit dem Eingangsbereich des rechteckigen Gebäudes weist zur Straße hin. An den längeren Seite sind drei hohe Rundbogenfenster und davor noch zwei Blindfenster in der gleichen Form. Neben der Eingangstür sind zwei rechteckige Fenster; über der Tür sind weitere drei schmale, hohe Rundbogenfenster, die von einem Bogen eingerahmt werden. An der Nordostseite ist eine weitere Tür, die zur Treppe auf die Frauenempore führt. An der Südostwand sind zwei weitere Rundbogenfenster, zwischen denen sich im Inneren der Toraschrein befindet. Auf der Giebelspitze befindet sich, im Gegensatz zu den meisten anderen Synagogen der Region, ein Davidstern und nicht die Gesetzestafeln.

### Inneres
Von dem Haupteingang betritt man zunächst das Vestibül und von dort die nahezu quadratische Haupthalle, dem Männergebetsraum. Neben dem Vestibül ist die Treppe zur Frauenempore, die sich entlang den drei Wänden (außer der Wand mit dem Toraschrein) befindet, und die die Bögen der hohen Fenster teilweise verdeckt.
In der Mitte des Raumes steht die rechteckige  Bima, die von einem hölzernen Geländer umgeben ist. Der Toraschrein ist ebenfalls aus Holz und weiß angestrichen; er ähnelt in seiner Form der Eingangstür zur Synagoge. In seinem Giebeldreieck ist ein Davidstern. Die Gemälde zweier Palmen an der Wand rahmen ihn ein.
Neben der Tür zur Vorhalle ist ein Wandgemälde der Klagemauer in Form eines Bildes.
Das Tonnengewölbe der Decke ist mit gemalten Sternen verziert.